# Pierre aux Bœufs

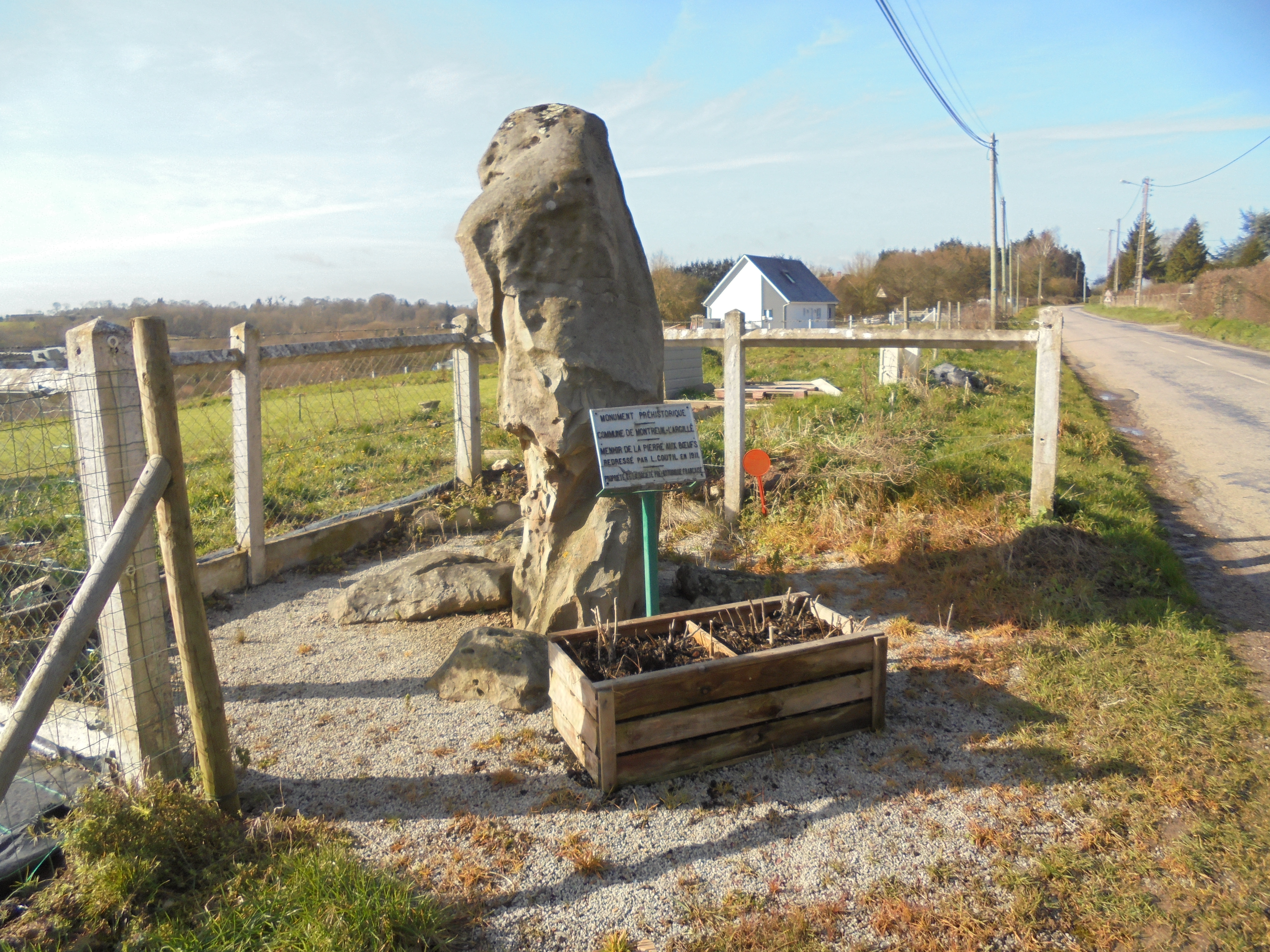
Pierre aux Bœufs

Der Pierre aux Bœufs (deutsch Ochsenstein) ist ein Menhir an der Rue Gilbert Hue  (nach Saint Aquilin d’Augerons), südwestlich von Montreuil-l’Argillé im Südwesten des Département Eure in der Normandie in Frankreich.
Der Pierre aux Bœufs ist ein etwa 3,0 m hoher Menhir aus Sandstein. Seine Dicke variiert zwischen 0,7 m und 0,8 m.
Der Stein wurde 1860 versehentlich abgebrochen und laut der in der Nähe angebrachten Gedenktafel 1911 von Léon Coutil (1856–1943) wieder aufgerichtet, der ihn 1897 auch inventarisiert hat.
Laut einer lokalen Legende wurde ein englischer Häuptling unter dem Menhir begraben.